# Спрингфилд (Џорџија)
Спрингфилд (енгл. Springfield) град је у америчкој савезној држави Џорџија. По попису становништва из 2010. у њему је живело 2.852 становника.

## Демографија
Према попису становништва из 2010. у граду је живело 2.852 становника, што је 1.031 (56,6%) становника више него 2000. године.
| Група             | 2000.         | 2010.         |
| Белци             | 1.371 (75,3%) | 1.890 (66,3%) |
| Афроамериканци    | 403 (22,1%)   | 818 (28,7%)   |
| Азијати           | 1 (0,1%)      | 11 (0,4%)     |
| Хиспаноамериканци | 37 (2,0%)     | 81 (2,8%)     |
| Укупно            | 1.821         | 2.852         |